# Літній театр (Ніжин)
Ні́жинський лі́тній теа́тр — театральна споруда, що діяла в місті Ніжині (Чернігівська область) у 1-й половині ХХ століття (1906 — поч. 1940-х рр.).
Ніжинський літній театр був споруджений 1906 року на території Миколаївського (тепер Шевченківського) саду за ініціативою громадського і музичного діяча  Ф.Д. Проценка, лікаря І. Гомоляки, професора М.Н. Сперанського і викладача М. Лілеєва, підтриманою ніжинським купецтвом.
У будівництві на паях брала участь міська дума, оскільки театр мав перейти у власність міської управи. Будівництво коштувало 18 тис. карбованців.
В результаті було зведено красиву дерев'яну будову, яку оздобили зовні і всередині дерев'яним різьбленням.
На сцені театру виблискував талант корифеїв української театральної сцени: М.К. Заньковецької, М.К. Садовського, І.К. Карпенка-Карого, П.К. Саксаганського, Б.В. Романицького, А.М. Бучми, М.І. Литвиненко-Вольгемут, М.І. Донця, О.А. Петрусенко, І.С. Паторжинського, О.П. Ратмирової, А. Осипової. Тут виступали трупи Ніжинського народного театру (1918—22) і Ніжинської державної драматичної студії (1922—34), також російські гастрольні трупи, хори Г.М. Давидовського, І. Архангельського.
У період Другої Світової війни приміщення театру було зруйновано.

## Джерело
- Ніжинський літній театр // Чернігівщина:Енциклопедичний довідник (за ред. А.В. Кудрицького), К.: УРЕ, 1990, стор. 519